# Grad Foix
Château de Foix (languedoščina Castèl de Fois) je grad, ki dominira nad mestom Foix v francoskem departmaju Ariège. Pomembno turistično mesto je znano  kot središče katarov. Francosko ministrstvo za kulturo ga je leta 1840 vpisalo kot zgodovinski spomenik.

## Zgodovina
Zgrajen v slogu utrdbe iz 7. stoletja, je grad znan iz leta 987. Leta 1002 je bil omenjen v oporoki Rogerja I., grofa Carcassonnskega, ki je trdnjavo zapisal svojemu najmlajšemu otroku Bernardu. V resnici so bile tukaj vladale družine, ki so imele nadzor nad dostopom do zgornje doline Ariège in nadzor nad tem strateškim mestom nad spodnjim delom, zaščitenim za nepreglednimi stenami.
Leta 1034 je grad postal glavno mesto grofije Foix in igral odločilno vlogo v srednjeveški vojaški zgodovini. V naslednjih dveh stoletjih je bil grad dom grofov s sijočimi osebnostmi, ki so postali duša oksitanskega upora med albižansko križarsko vojno. Okraj je postal privilegirano zatočišče preganjanih katarov.
Grad, ki so ga pogosto oblegali (zlasti Simon de Montfort v letih 1211 in 1212), se je uprl napadom in so ga leta 1486 zajeli le enkrat, in sicer zaradi izdaje med vojno med dvema vejama družine Foix.
Od 14. stoletja so grofje Foix preživeli vse manj časa v neudobnem gradu in so raje upravljali iz palače guvernerjev (Palais des gouverneurs). Od leta 1479 so grofje Foix postali kralji Navarre in zadnji izmed njih je postal Henrik IV. Francoski, Svoje pirenejske dežele je pridružil Franciji.
Kot sedež guvernerja Foixa v 15. stoletju, je grad še naprej zagotavljal obrambo območja, zlasti med verskimi vojnami. Vsi gradovi v regiji so bili oproščeni Richelieujevega (1632-1638) ukaza za uničenje.
Do revolucije je trdnjava ostala vojašnica. Njeno življenje je bilo namenjeno  velikim sprejemom za guvernerje, med njimi grofa Trévilla, kapitan mušketirjev pri Ludviku XIII. in maršala Philippa Henri de Ségurja, enega od ministrov Ludvika XVI.. Okrogli stolp, zgrajen v 15. stoletju, je najnovejši, dva kvadratna stolpa sta bila zgrajena pred 11. stoletjem. Štiri stoletja, do leta 1862, so služili kot politični in civilni zapor .
Grad je od leta 1930 hranil zbirke muzeja departmaja Ariège. Oddelki o prazgodovini, galsko-rimski in srednjeveški arheologiji pripovedujejo zgodovino Arièga od antičnih časov dalje. Trenutno muzej preureja eksponate, da bi se osredotočil na zgodovino grajskega mesta in poustvaril življenje Foixa v času grofov.
- Château de Foix, pogled iz mesta
- Château de Foix
- Foix iz gradu

## Grad v umetnosti
Slika Berenguer III. al castell de Foix prikazuje grofa Rajmonda Berengarja III. iz Barcelone v boju za grad Foix. Delo je leta 1857 ustvarila katalonska slikarka Marià Fortuny.